# Eola (Oregon)
Eola (korábban Cincinnati) az Amerikai Egyesült Államok északnyugati részén, Oregon állam Polk megyéjében elhelyezkedő statisztikai település. A 2020. évi népszámlálás adatai szerint 60 lakosa van.
Az északra húzódó Eola-dombság nevét a településről kapta.

## Története
A települést 1844-ben alapította Joshua „Bárány” Shaw és fia, A. C. R Shaw, mert szerintük hasonlít az Ohio állambeli Cincinnatire. Joshua Shaw becenevét azért kapta, mert ő volt az első, aki az Oregon-ösvényen bárányokat hozott a régióba. A posta 1851-ben nyílt meg.
Eola 1856-ban kapott városi rangot; névadója Aiolosz, a négy égtáj szeleinek görög istene (ezt egyesek vitatják). Eola postahivatala 1901-ig, majd 1955 és 1965 között működött.
Az iskola 1853-ban nyílt meg; első tanára Abigail J. Scott (asszonynevén Abigail Scott Duniway) volt. Az eredeti épület leégett, majd az iskola 1858-ban új helyre költözött, ahol 1937-ig folyt oktatás; ekkor ez a legrégebbi még használatban lévő iskolaépület volt. Az 1937-ben szövetségi támogatással felépült új helyen 2003-ig folyt oktatás; a létesítmény ma templomként szolgál.

## Fordítás
- Ez a szócikk részben vagy egészben  az   Eola, Oregon című angol Wikipédia-szócikk ezen változatának fordításán alapul.  Az eredeti cikk szerkesztőit annak laptörténete sorolja fel. Ez a jelzés csupán a megfogalmazás eredetét és a szerzői jogokat jelzi, nem szolgál a cikkben szereplő információk forrásmegjelöléseként.